# Code de l'organisation judiciaire
Pour les articles homonymes, voir COJ.
Le code de l'organisation judiciaire (COJ) français regroupe les règles relatives à l'ordre judiciaire en France.
Ce code traite des catégories de juridictions et de leur organisation et fonctionnement internes, alors que le code de procédure civile fixe les règles régissant la procédure civile, c'est-à-dire la manière dont le procès a lieu, depuis l'assignation ou la requête, leurs conditions de recevabilité, en passant par les incidents d'audience, les délais, jusqu'aux voies de recours ordinaires (notamment l'appel) ou extraordinaires (cassation). 
Le Code, est subdivisé en une partie législative et une partie réglementaire. La partie législative et la partie réglementaires, sont subdivisées en cinq livres, intitulés respectivement : 
- Pour le premier livre, " Dispositions communes aux juridictions judiciaires "[1] ;
- Pour le deuxième livre, " Juridictions du premier degré "[1] ;
- Pour le troisième livre, " Juridictions du second degré "[1] ;
- Pour le quatrième livre, " La Cour de cassation "[1] ;
- Pour le cinquième livre, " Dispositions particulières à Saint-Pierre-et-Miquelon, à Wallis-et-Futuna, aux terres australes et antarctiques françaises, à la Polynésie française et à la Nouvelle-Calédonie "[1].